# Kero Antoyan
Pour les articles homonymes, voir Antoyan.
Kero Sarkis Antoyan, né le 10 juillet 1914 en Turquie et mort le 19 août 1993 à Lyon, est un photographe et un artiste peintre français émigré aux États-Unis. Il vivait à Los Angeles.

## Biographie
Le début de sa vie est mal connu. Il est né 1914, à Çarsancak (en), dans la province du Dersim en Turquie, ou en Arménie. Il émigre aux États-Unis où il est actif vers 1930. Photographe durant la seconde guerre mondiale, il se tourne ensuite vers la peinture. Il a principalement exposé en Californie et a consacré beaucoup de son temps à l'enseignement de la peinture. Il est le père d'Arès Antoyan. Il meurt le 19 août 1993 lors d'une visite chez son fils Arès à Lyon.